# Ministrymon leda
Ministrymon leda is een vlinder uit de familie van de Lycaenidae. De wetenschappelijke naam van de soort is voor het eerst geldig gepubliceerd in 1882 door Edwards.